# Witalina Igorewna Bazaraschkina
Witalina Igorewna Bazaraschkina (russisch Виталина Игоревна Бацарашкина; * 1. Oktober 1996 in Omsk) ist eine russische Sportschützin. Sie schießt mit der Luftpistole.

## Erfolge
Bei den Olympischen Spielen 2016 in Rio de Janeiro nahm Witalina Bazaraschkina in zwei Konkurrenzen teil. Mit der Sportpistole über 25 m belegte sie Rang 13, während sie mit der Luftpistole über 10 m mit 390 Punkten als Erste der Qualifikation das Finale erreichte. In diesem schoss sie 197,1 Punkte, wodurch sie hinter Zhang Mengxue und vor Anna Korakaki Zweite wurde und damit die Silbermedaille gewann.
Zwei Jahre darauf wurde sie bei den Weltmeisterschaften in Changwon mit der Luftpistole in der Mixedkonkurrenz an der Seite von Artjom Tschernoussow Weltmeisterin. Mit der Standardpistole gelang ihr der Gewinn der Silbermedaille im Einzel, mit der Luftpistolen-Mannschaft sicherte sie sich Bronze. Gemeinsam mit Tschernoussow gewann Bazaraschkina bei den Europaspielen 2019 in Minsk ebenfalls die Goldmedaille der Mixed-Konkurrenz mit der Luftpistole.
Bei den Olympischen Spielen 2020 in Tokio war Bazaraschkina mit der Luftpistole erfolgreich. Sie gewann mit olympischem Rekord im Finale vor Antoaneta Kostadinowa aus Bulgarien die Goldmedaille und wurde Olympiasiegerin.